# Klaus Ernst
Klaus Ernst (født 1. november 1954 i München) er en tysk politiker fra partiet Die Linke og tidligere fagforeningsleder. Fra 2007 til 2010 var han næstformand i partiet, og fra 15. maj 2010 har han været en af partiets to ledere. Han har været medlem af Forbundsdagen fra 2005.